# Ayuntamiento de Puerto Lumbreras
El Ayuntamiento de Puerto Lumbreras (Región de Murcia, España) se constituyó el 7 de julio de 1958. Tiene su sede en la casa consistorial, que se encuentra en la plaza de la Constitución.
Desde 1979 sus responsables políticos son escogidos por sufragio universal por los ciudadanos de Puerto Lumbreras con derecho a voto, en elecciones celebradas cada cuatro años. 
Actualmente, la alcaldía la ocupa María Ángeles Túnez García, que está al frente de un equipo de gobierno formado por los concejales del Partido Popular y la única concejala de Vox, que ocupa la segunda tenencia de alcaldía.

## Escudo
Escudo cuadrilongo. Partido: 1º de azur, una torre de oro, con un busto de varón coronado portando una llave de oro en la siniestra y una espada guarnecida de lo mismo en la diestra, saliente de sus almenas; 2º de plata, un almendro de sinople. Timbrado de la Corona Real de España.

## Alcaldes
Desde las elecciones celebradas en 1979, Puerto Lumbreras ha tenido cuatro alcaldes: Juan López García (UCD), Emilio García García (PSOE), José Cerrillo Barnés (PSOE) y Pedro Antonio Sánchez López (PP).
Durante el franquismo fueron alcaldes Antonio Martínez Garro (1957–1960) y Juan García Caballero (1961–1978).
| Periodo   | Nombre                            | Partido                                               |
| --------- | --------------------------------- | ----------------------------------------------------- |
| 1979-1983 | Juan López García                 | Unión de Centro Democrático (UCD)                     |
| 1983-1987 | Emilio García García              | Partido Socialista de la Región de Murcia (PSRM-PSOE) |
| 1987-1991 | Emilio García García              | Partido Socialista de la Región de Murcia (PSRM-PSOE) |
| 1991-1995 | Emilio García García              | Partido Socialista de la Región de Murcia (PSRM-PSOE) |
| 1995-1999 | Emilio García García              | Partido Socialista de la Región de Murcia (PSRM-PSOE) |
| 1999-2003 | José Cerrillo Barnes              | Partido Socialista de la Región de Murcia (PSRM-PSOE) |
| 2003-2007 | Pedro Antonio Sánchez López       | Partido Popular de la Región de Murcia (PP)           |
| 2007-2011 | Pedro Antonio Sánchez López       | Partido Popular de la Región de Murcia (PP)           |
| 2011-2015 | María de los Ángeles Túnez García | Partido Popular de la Región de Murcia (PP)           |
| 2015-2019 | María de los Ángeles Túnez García | Partido Popular de la Región de Murcia (PP)           |
| 2019-2023 | María de los Ángeles Túnez García | Partido Popular de la Región de Murcia (PP)           |
| 2023-act. | María de los Ángeles Túnez García | Partido Popular de la Región de Murcia (PP)           |

## Historia
El actual ayuntamiento de Puerto Lumbreras quedó constituido el 7 de julio de 1958, tras segregación del municipio de Lorca tras. Con anterioridad hubo cuatro intentos fallidos de constitución de un ayuntamiento propio para esta localidad en los años 1812, 1823, 1837 y 1937.

### Antecedentes
Puerto Lumbreras ha formado parte históricamente del concejo de Lorca desde la incorporación del Reino de Murcia a la Corona castellana mediante al establecimiento de un protectorado sobre el reino murciano en el tratado de Alcaraz (1243). El territorio se organizó mediante la creación de un gran término concejil a la cabeza del cual se encontraba Lorca y donde quedó incluido el castillo de Nogalte.

En 1299, Fernando IV de Aragón, en reconocimiento a la resistencia y lealtad de Lorca en la primera campaña militar aragonesa en el reino de Murcia hace entrega al concejo de Lorca de los lugares y castillos que comprenderían su amplio término, entre ellos, el de Nogalte. Durante el resto de la Edad Media, el castillo quedó prácticamente abandonado debido al clima de inseguridad por las continuas razias enemigas y la huida de sus escasos pobladores a lugares más favorables.

En época moderna comienza a consolidarse una población estable en lo que fue la alquería de Nogalte, gracias a la roturación de nuevas tierras y a la mejora del sistema de captación y distribución de agua en la rambla de Nogalte. Son numerosos los documentos del concejo lorquino referidos a distintas actuaciones en el término de Nogalte, muchos de ellos referidos al mantenimiento de este sistema.

Un primer paso en lo que fue este proceso de constitución de un nuevo municipio de dio en 1724, con la creación del curato de Nogalte por parte del Obispo de Cartagena Don Luis Belluga y la inmediata construcción del templo parroquial (Iglesia de Nuestra Señora del Rosario), edificado sobre una antigua ermita. Así, se satisfacía la necesidad de atender la religiosidad de los files del campo, sin que tuvieran que desplazarse a Lorca, y por otra parte, se controlaba las percepciones decimales de esta comunidad rural.

### Ayuntamiento de 1812
El primer intento de independencia de Puerto Lumbreras tuvo lugar casi un siglo después de la creación del curato de Nogalte. La constitución de 1812 estableció la creación de ayuntamientos para los pueblos que no lo tengan y en que convenga haya, no pudiendo dexar de haberle en los que por sí o con su comarca lleguen á mil almas, y también se les señalará término correspondiente. Un año después, quedaría constituido el ayuntamiento.

Sin embargo, fue efímera la existencia de este primer ayuntamiento. El retorno de Fernando VII a España supuso el restablecimiento a la situación anterior suprimiéndose todos los ayuntamientos surgidos al amparo constitucional. 

### Ayuntamiento de 1820-1823
Tras el levantamiento del coronel Rafael de Riego el 1 de enero en 1820 se inicia un período de tres años (1820-1823), conocido como el trienio liberal y que supuso el acatamiento de la constitución de 1812 por parte del rey Fernando VII y el restablecimiento de las autoridades constitucionales. De este modo, quedó formado de nuevo el ayuntamiento de Puerto Lumbreras el 25 de abril de 1820, cuando el ayuntamiento lumbrerense comunicó al de Lorca el inicio de su actividad municipal siendo los primeros alcaldes Juan Ramón Sánchez y Marcos Sánchez Sánchez.Contaba por aquel entonces con más de 6000 habitantes.

Este segundo intentó finalizaría en 1823 con la reposición en el poder real de Fernando VII. El 22 de julio de 1823 se suprimió el ayuntamiento de Puerto Lumbreras, quedando este integrado como diputación dentro del concejo de Lorca.

### Ayuntamiento de 1837
En 1837 se aprueba una nueva constitución, que se mantuvo en vigor hasta 1845, y que recuperó en parte las medidas más progresistas de la constitución de 1812. Ese año quedó formado de nuevo el Ayuntamiento de Puerto Lumbreras , si bien como sucedió con los anteriores, su existencia fue efímera.

### Ayuntamiento de 1937-1939
En 1937, aprovechando la descentralización emprendida por el gobierno de Azaña, la mayor parte de los núcleos que constituían la diputación parroquial de Puerto Lumbreras solicitaron un ayuntamiento propio. Dicha solicitud fue aprobada sin embargo no llegó a tener efectividad por el estallido de la guerra civil.

### Ayuntamiento de 1958
Puerto Lumbreras se constituyó definitivamente en Ayuntamiento en 1958 al amparo del Decreto de 7 de febrero de 1958 del Ministerio de la Gobernación por la que se segregaba las entidades de Puerto Lumbreras, Esparragal, Cabezo de la Jara y Puerto Adentro del término municipal de Lorca. Fue presidido por D. Antonio Martínez Garro, acompañado de nueve concejales.

## Organización territorial
El municipio se organiza en tres diputaciones, además del casco urbano de Puerto Lumbreras: El Esparragal-La Estación, Cabezo de la Jara y Puerto Adentro. Después de Puerto Lumbreras, la más poblada es la diputación del Esparragal, con casi 3000 habitantes en 2011.

## Resultados electorales
| Partido político                                                    | 2023  | 2023  | 2023       | 2019  | 2019  | 2019       | 2015  | 2015  | 2015       | 2011  | 2011  | 2011       | 2007  | 2007  | 2007       | 2003  | 2003  | 2003       | 1999  | 1999  | 1999       | 1995  | 1995  | 1995       | 1991  | 1991  | 1991       | 1987  | 1987  | 1987       | 1983  | 1983  | 1983       | 1979  | 1979  | 1979       |
| Partido político                                                    | %     | Votos | Concejales | %     | Votos | Concejales | %     | Votos | Concejales | %     | Votos | Concejales | %     | Votos | Concejales | %     | Votos | Concejales | %     | Votos | Concejales | %     | Votos | Concejales | %     | Votos | Concejales | %     | Votos | Concejales | %     | Votos | Concejales | %     | Votos | Concejales |
| Partido Socialista de la Región de Murcia (PSRM-PSOE)               | 42,37 | 3247  | 8          | 39,45 | 2973  | 7          | 20,94 | 1468  | 3          | 18,58 | 1395  | 3          | 22,89 | 1728  | 4          | 37,66 | 2803  | 7          | 46,64 | 3273  | 8          | 48,15 | 3240  | 8          | 55,59 | 3178  | 8          | 51,63 | 2726  | 7          | 54,87 | 2404  | 8          | 38,93 | 1513  | 5          |
| Partido Popular de la Región de Murcia (PP)-Alianza Popular (AP)    | 40,28 | 3087  | 8          | 39,98 | 3013  | 8          | 55,43 | 3887  | 10         | 67,73 | 5085  | 12         | 67,91 | 5126  | 12         | 51,50 | 3833  | 9          | 44,69 | 3136  | 8          | 43,63 | 2936  | 8          | 26,06 | 1490  | 4          | 34,39 | 1816  | 5          | 33,71 | 1477  | 4          | 2,36  | 299   | 0          |
| Vox                                                                 | 8,57  | 657   | 1          | 5,62  | 424   | 1          | –     | –     | –          | –     | –     | –          | –     | –     | –          | –     | –     | –          | –     | –     | –          | –     | –     | –          | –     | –     | –          | –     | –     | –          | –     | –     | –          | –     | –     | –          |
| Izquierda Unida (IU)-Partido Comunista de España (PCE)              | 4,20  | 322   | 0          | 7,08  | 534   | 1          | 21,49 | 1507  | 4          | 12,28 | 922   | 2          | 8,04  | 607   | 1          | 9,83  | 732   | 1          | 7,58  | 532   | 1          | 7,30  | 491   | 1          | 5,82  | 333   | 0          | 3,66  | 193   | 0          | 4,54  | 199   | 0          | 4,92  | 191   | 0          |
| Centro Democrático y Social (CDS)-Unión de Centro Democrático (UCD) | —     | —     | —          | —     | —     | —          | —     | —     | —          | —     | —     | —          | —     | —     | —          | —     | —     | —          | —     | —     | —          | —     | —     | —          | 1,67  | 667   | 1          | 8,80  | 469   | 1          | —     | —     | —          | 52,34 | 2034  | 8          |
| Partido Demócrata Liberal (PDL)                                     | –     | –     | –          | –     | –     | –          | –     | –     | –          | –     | –     | –          | –     | –     | –          | –     | –     | –          | –     | –     | –          | –     | –     | –          | –     | –     | –          | –     | –     | –          | 6,87  | 301   | 1          | –     | –     | –          |

## Evolución de la deuda viva municipal
El concepto de deuda viva contempla sólo las deudas con cajas y bancos relativas a créditos financieros, valores de renta fija y préstamos o créditos transferidos a terceros, excluyéndose, por tanto, la deuda comercial.
| Gráfica de evolución de la deuda viva del Ayuntamiento entre 2008 y 2023                                   |
| |
| Deuda viva del Ayuntamiento de Puerto Lumbreras, en miles de euros, según datos del Ministerio de Hacienda |